# Chad
Chad (Ceadda, Chad z Yorku, Cedda; data urodzenia nieznana, zm. 2 marca 672) – średniowieczny anglosaski duchowny, opat kilku klasztorów, biskup Northumbrii i Mercji, czczony jako święty w Kościele katolickim, prawosławnym i anglikańskim. Jest uznawany za jednego z najważniejszych misjonarzy w państwach anglosaskich i za człowieka, który schrystianizował Mercję.

## Źródła
Większość informacji na temat życia i działalności Chada pochodzi z trzeciej księgi dzieła Bedy Czcigodnego Historia ecclesiastica gentis Anglorum. Beda najwyraźniej zadał sobie spory trud, by zapoznać się z jego życiorysem: wśród źródeł jego informacji byli mnisi z klasztoru w Lastingham, którego Chad był opatem oraz znający biskupa osobiście mnich Trumbert, nazywający sam siebie wychowankiem Chada.

## Pochodzenie
Chad był jednym z czterech braci bardzo aktywnych w początkach chrześcijaństwa na ziemiach anglosaskich. Pozostali bracia to św. Cedd, św. Cynibil i Caelin. Pochodzili ze szlacheckiego rodu z Northumbrii, mającego powiązania z tamtejszą dynastią panującą. Bracia odebrali gruntowną edukację w klasztorze Lindisfarne, pod opieką tamtejszego opata – św. Aidana. Studia Chada obejmowały łacinę i astronomię.

## Działalność
Po śmierci Aidana, jeszcze przed przyjęciem święceń kapłańskich, Chad jako prosty mnich udał się wraz ze św. Egbertem Ripon do odległej Irlandii. Zasłynął tam jako gorliwy misjonarz i asceta, spędzający czas na żarliwej modlitwie. Prawdopodobnie nie było go w kraju, gdy bracia zakładali klasztor w Lastingham, który miał stać się ośrodkiem koncentracji władzy kościelnej. Jednak po śmierci Cedda to właśnie Chad zastąpił go na stanowisku opata Lastingham. Pod jego kierownictwem klasztor stał się znanym ośrodkiem studiów, egzegezy, modlitwy i ascezy.
Zaraza, od której zginął św. Cedd, spowodowała również śmierć innego dostojnika kościelnego – biskupa Northumbrii Colmana a później jego następcy Tudy. Miał ich zastąpić Wilfrid, ale na skutek zarazy nie było na miejscu trzech biskupów, którzy byli potrzebni do jego wyświęcenia. Wilfrid udał się więc do frankońskiej Neustrii, by tam zostać wyświęconym. Nie jest jasne, czy podróż Wilfrida znacznie się przedłużyła, czy Oswiu z Nortumbrii nie chciał na biskupstwie tak gorącego jak on zwolennika kościoła rzymskokatolickiego. Faktem jest, że godność ta została zaproponowana Chadowi. Został on wyświęcony przez biskupa Wini z Wessex i dwóch walijskich biskupów (wszyscy oni byli zwolennikami obrządku iroszkockiego). Został biskupem Northumbrii z siedzibą w York. Beda wspomina, że objął urząd niechętnie, ale gorliwie wypełniał swe obowiązki, przemierzając diecezję pieszo i głosząc Ewangelię. Kiedy Wilfrid powrócił, zaczął się dochodzić swojej biskupiej rangi, co sprawiło, że kościół w Northumbrii podzielił się. Kres sporom położył w 669 roku nowo mianowany arcybiskup Canterbury Teodor z Tarsu, który polecił Chadowi ustąpienie godności biskupa Yorku Wilfridowi, zatwierdzając jednak swym autorytetem jego święcenia biskupie. Beda zaznacza, że papieski wysłannik był pod wrażeniem pokory i świętości Chada, który ustąpił bez walki i posłusznie wrócił do Lastingham.
W tym samym roku król Mercji Wulfhere poprosił o wyznaczenie nowego biskupa dla jego królestwa, gdyż poprzednio tam wysłani biskupi (Diuma, Ceollach, Trumhere i Jaruman)nie zdołali ukończyć swej misji powodzeniem. Arcybiskup Teodor odmówił konsekracji nowego biskupa, jednak przypomniał sobie gorliwość Chada i zdecydował się wysłać go na tę trudną misję. Chad został biskupem Mercji i podległego jej królestwa Lindsey. W kolejnych latach do jego diecezji dołączono tereny Middle Angles. Ziemiami tymi władał Peada, współrządzący wówczas Mercją z Wulfhere.
Wulfhere, aby wzmocnić pozycję kościoła w swym kraju, przekazał Chadowi darowiznę – rozległe tereny w Lichfield, w miejscu, które znajdowało się przy uczęszczanych starorzymskich trasach komunikacyjnych i handlowych. Chad założył tam klasztor, który stał się centrum diecezji mercyjskiej i sprowadził do niego kilku wiernych mnichów z Lastingham. Ten sam władca przekazał również kolejną darowiznę, tym razem w miejscu, które Beda nazywa Ad Barwe. Prawdopodobnie chodzi tu o Barrow upon Humber, gdzie archeolodzy odnaleźli pozostałości anglosaskiego klasztoru. Chad, mimo że był już opatem Lastingham, został również przełożonym obu założonych przez siebie klasztorów.
Chad był biskupem Mercji jedynie niespełna trzy lata, ale jego żarliwość i konsekwencja według Bedy okazały się decydujące dla chrystianizacji tego królestwa.
Chad zmarł w Lichfield, 2 marca 672 roku po krótkiej chorobie (prawdopodobnie był kolejną ofiarą dżumy). Już za życia cieszył się opinią świętości, a po śmierci jego kult rozrastał się. Został pochowany w kościele pod wezwaniem Matki Bożej, który później stał się częścią katedry w Lichfield. Czaszkę złożono osobno w specjalnej kaplicy. Stanowisko biskupa przejął Winfrith.
Beda Czcigodny pisze, że Chad był czczony jako święty natychmiast po śmierci. Miejsce jego pochówku stało się celem pielgrzymek i słynęło z licznych cudownych uzdrowień. Zakończyła je likwidacja sanktuarium przez Henryka VIII, który rozkazał zniszczyć jego relikwie. Zapobiegł temu ówczesny proboszcz, który ukrył je u swych bratanic. Pozostały w ukryciu do 1651, a ich powiernik na łożu śmierci przekazał je kościołowi. Trafiły początkowo do opactwa św. Bertina w Saint-Omer, a następnie na początku XIX wieku do kaplicy w Stone. W 1837 zostały przekazane wikariuszowi apostolskiemu Thomasowi Walshowi. Cztery lata później uroczyście złożono je w katedrze pod wezwaniem św. Chada w Birmingham. Część relikwii wróciła do katedry w Lichfield. W 1985 roku laboratorium archeologiczne w Oxfordzie potwierdziło autentyczność kości św. Chada.
Istnieje tradycja uroczystej procesji z relikwiami św. Chada w Birmingham w sobotę poprzedzającą dzień jego wspomnienia.
Święty w ikonografi przedstawiany jest na ogół w szatach biskupich i trzyma w ręku katedrę w Lichfield. Czasami otaczają go winorośle. Spotyka się również przedstawienie Chada jako jaśniejącej postaci, która objawia się w kaplicy Wulfhaldowi i Rufinowi. Jest to nawiązanie do legendy, która mówi, że dwóch pogańskich synów króla Wulfhere zajrzało na polowaniu do kaplicy, w której modlił się św. Chad i zobaczyło go w jasnej aureoli. Widok ten wywarł na nich tak wielkie wrażenie, że poprosili o błogosławieństwo i nawrócili się. Król z wściekłości miał zabić swych synów i ścigać św. Chada. Kiedy jednak chciał wejść do celi świętego oślepiło go niezwykle jasne światło i poniechał zemsty.
Dniem wspomnienia św. Chada w liturgii jest dies natalis (2 marca).